# Stadsbrand van Enschede (1517)
Op 14 maart 1517 werd Enschede vrijwel geheel door een grote stadsbrand verwoest. De stad bestond voornamelijk uit vakwerkgebouwen. Alleen de beide stadspoorten en de kerk waren van steen en bleven overeind. Zelfs de klokken van de stadstoren gingen verloren. Nieuwe werden gegoten op een heideveld in Lonneker dat later de eerste begraafplaats van Enschede werd, nu de Deurningerstraat.
Na de brand werd de stad weer op de traditionele manier opgebouwd, zodat het brandgevaar bleef. Pas na de brand van 1862 werd het bouwen van houten woningen gestaakt (verstening).